# 나무기술
나무기술(영어: Namutech Co., Ltd.)은 대한민국의 클라우드 가상화 솔루션 기업이다. 삼성전자, 삼성SDS 등 삼성그룹, 현대차그룹, LG그룹 등을 주요 고객사로 두고 있다 일본, 미국, 중국, 베트남, 싱가포르 등에 현지법인을 가지고 있다

## 역사
설립 초기에는 유닉스 서버를 중심으로 IT 인프라 구축 및 컨설팅 비즈니스를 전개했으나, 2010년부터 서버 및 데스크톱 가상화 시장에 본격적으로 진입하여 가상화 통합 관리 프로그램인 NCC(Namu Cloud Center) 개발을 시작하고 2015년 설립자 이수병 전 대표의 친구이자 후배인 정철 사장을 영입해 클라우드 컴퓨팅 사업을 확대하였다
2016년 11월 28일 코넥스 시장에 상장했으며 2018년 12월 11일 교보비엔케이기업인수목적회사와 합병을 통해 이날 코스닥에 상장하였다.

## 사업
망 분리 및 재택 근무 솔루션 제공하는 가상화 사업, 가상화 기술로 5G 인프라 구축 비용을 절감하는 네트워크 사업, 기업의 클라우드 도입과 운영을 돕는 클라우드 플랫폼 사업, AI 및 Big Data 기반 디지털 변환 솔루션인 Smart DX 사업 등을 영위한다
사업별 매출액 비중은 가상화 49%, 서버·스토리지 등 하드웨어 39%, 가상화 (NCC) 및 클라우드(칵테일) 통합 관리 솔루션 2%, 기타 10%이다

## 테마주
2023년 회사의 감사가 국민의힘 전 당대표인 김기현 의원과 사법 연수원 동기라는 이유로 주가가 급등한 적이 있다

## 자회사
- 아콘소프트
- 에스케이팩
- 나무ICT

## 같이 보기
- 클라우드

## 참고문헌
1. ↑  최다래, 나무기술 "국산 플랫폼 중심 클라우드 네이티브 전환 힘쓰겠다" ZD넷, 2023-09-27
2. ↑  김양섭, 나무기술, 작년 매출 906억원...올해 클라우드 사업 성장 기대, 뉴스핌, 2024년 2월 14일
3. ↑  나무기술, 클라우드 전환 삼성SDS와 거래…메타버스 업체들과 파트너십 체결 관련 서비스 제공 예정, 이투데이, 2021-10-28
4. ↑  송승범, 한국IR협의회 기술분석보고서-나무기술 2022-02-17
5. ↑  김용석, “클라우드 솔루션 전문 기업으로 변신 성공, 성장가도 달린다”, 컴퓨터월드, 2018-09-30
6. ↑  유호석, 신규상장 나무기술, 클라우드 솔루션 제공업체, 에이원뉴스, 2018-12-11
7. ↑  김지영, 교보증권 Mid-Small Cap Report 나무기술 Dec 16, 2021
8. ↑  김동하, 한화투자증권 기업분석보고서-나무기술, 2021년 4월 20일
9. ↑  김세형, '김기현 테마주'라고 주가 두 배 뛰었는데…,스마트투데이, 2023-02-13